# Ganggrab von Øsby Anhøj

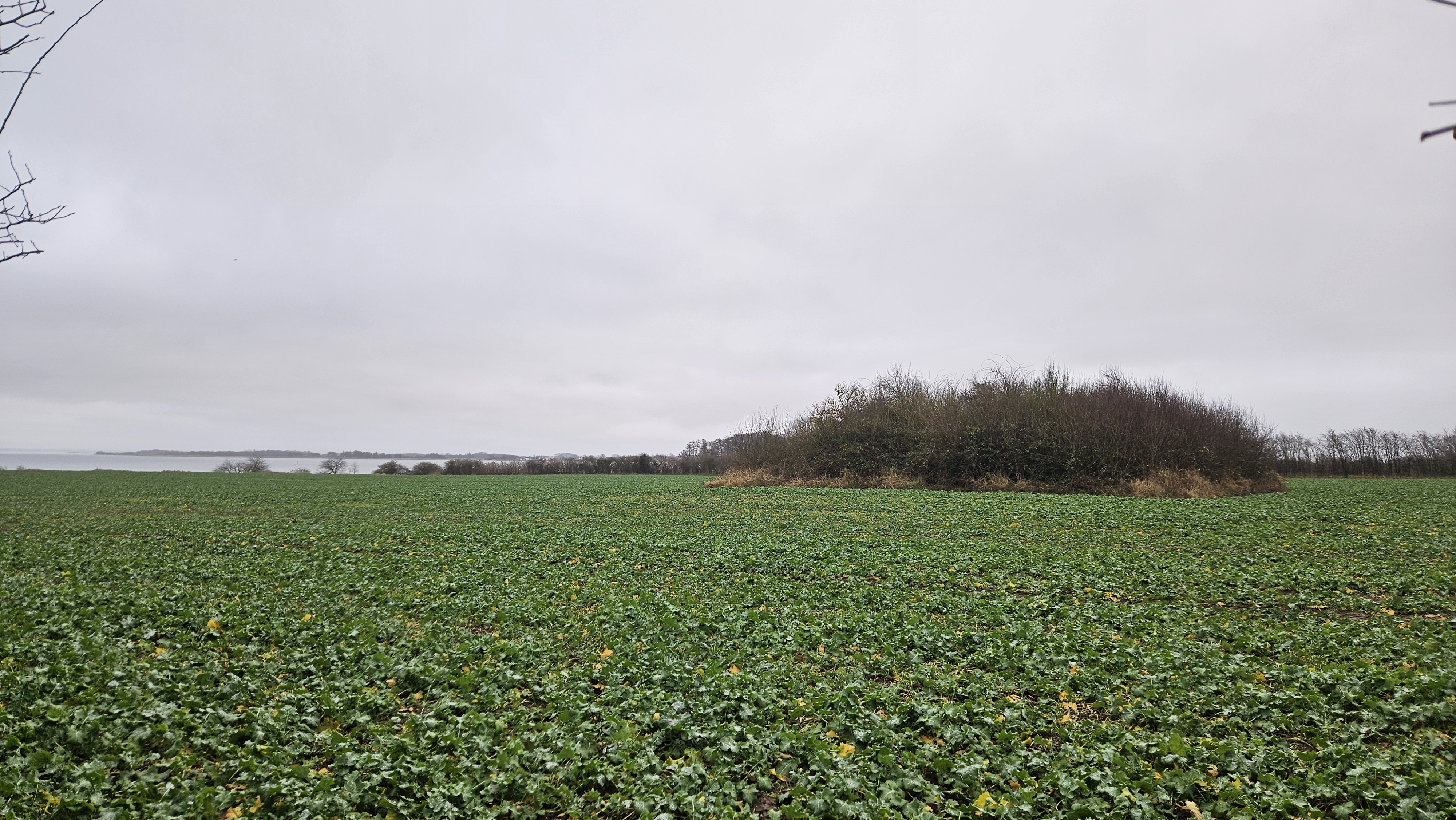
Anhøj mit Brombeeren bewachsen

Kirchspiel Øsby mit der Insel Årø innerhalb der Kommune Haderslev

Das 1931 restaurierte Ganggrab von Øsby Anhøj (auch Anhøj Jættestue genannt) liegt beim Weiler Øsby, nordwestlich von Årøsund in Jütland in Dänemark. Es entstand zwischen 3500 und 2800 v. Chr. und ist eine jungsteinzeitliche Megalithanlage der Trichterbecherkultur (TBK). Das Ganggrab ist eine Bauform, die aus einer Kammer und einem baulich abgesetzten, seitlichen Gang besteht. Diese Form ist primär in Dänemark, Deutschland und Skandinavien sowie vereinzelt in Frankreich und den Niederlanden zu finden.
Die Nord-Süd orientierte trapezoide Kammer im Anhøj ist 3,1 m lang, im Norden 1,8 m breit (in der Mitte und im Süden 1,5 m) und, da halb mit Erde gefüllt, nur 1,1 m hoch. Im Süden ruhen drei Tragsteine auf einem 1,5 m langen, 0,45 m hohen Stein. Der westliche bildet die Ecke. Auf der Westseite liegen ein weiterer Eckstein im Südwesten und ein 1,1 m hoher Tragstein. Die Lücken zwischen den Steinen sind mit Zwischenmauerwerk ausgefüllt. Am Nordende gibt es einen langen 0,50 m hohen Stein. Auf der Ostseite befindet sich, mittig zwischen vier Steinen (außen zwei hohe Tragsteine), ein nicht ausgegrabener Gang. Der nordöstliche Eckstein ist ziemlich niedrig und wurde mit zwei flachen Steinen und einem Steinpaket erhöht. Oberhalb der Nordwand und teilweise in der Erde verborgen liegt ein 0,75 m dicker Deckstein, der sich über die gesamte Kammerbreite erstreckt. Die Südseite wird von einem Deckstein von 2,5 × 2,0 m und 1,5 m Dicke bedeckt. Sein nördliches Ende ist in vier große Teile zertrümmert, wobei das größte mit 1,25 × 1,6 × 1,0 m auf dem Hügel liegt. Bei der Sprengung ist ein Loch entstanden, durch das der Zugang zur Kammer möglich ist. Der abgepflügte Erdhügel ist etwa 9,0 m lang und 6,5 m breit.
In der Nähe liegen der stark gestörte Runddysse von Årø, das Ganggrab von Tonneshøj und die Lønthøje.